# Orconte
Orconte è un comune francese di 435 abitanti situato nel dipartimento della Marna nella regione del Grand Est.

## Storia

### Simboli
Lo stemma comunale è stato adottato il 26 aprile 2002.

## Società

### Evoluzione demografica
Abitanti censiti